# Nephtys serrata
Nephtys serrata är en ringmaskart som beskrevs av Imajima och Hisayoshi Takeda 1987. Nephtys serrata ingår i släktet Nephtys och familjen Nephtyidae. Inga underarter finns listade i Catalogue of Life.